# Semicossyphus reticulatus
Semicossyphus reticulatus là một loài cá biển thuộc chi Semicossyphus trong họ Cá bàng chài. Loài này được mô tả lần đầu tiên vào năm 1839.

## Từ nguyên
Từ định danh reticulatus của loài cá này trong tiếng Latinh có nghĩa là "có dạng lưới", hàm ý đề cập đến các vảy trên thân tạo thành một mạng lưới bọc lấy cơ thể của chúng.

## Phạm vi phân bố và môi trường sống
S. reticulatus có phạm vi phân bố ở Tây Bắc Thái Bình Dương. Loài này đã được ghi nhận ở ngoài khơi các đảo lớn ở phía nam Nhật Bản và bán đảo Triều Tiên. Tuy những ghi nhận về sự có mặt dọc theo bờ biển của Trung Quốc (cũng như tại quần đảo Ogasawara của Nhật Bản) là chưa chắc chắn, nhưng S. reticulatus được biết đến rõ ràng là xuất hiện ở ngoài khơi các đảo gần Hồng Kông.
S. reticulatus là một loài cá nước lạnh nên rất hiếm được nhìn thấy ở vùng biển cận nhiệt đới (như Hồng Kông). Loài này thường sống gần các rạn đá ngầm.

## Mô tả

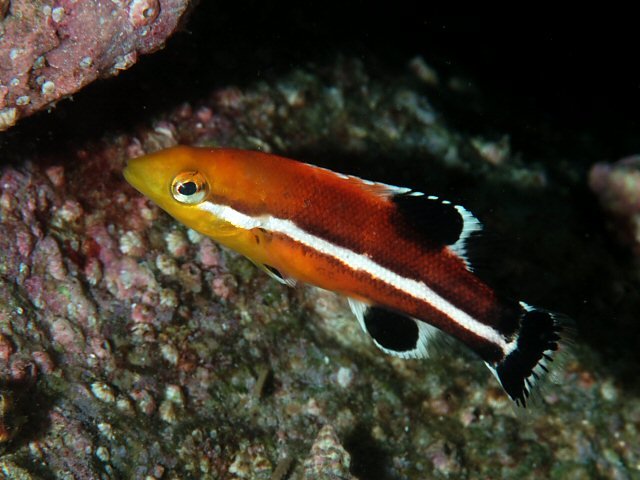
Cá con

S. reticulatus là một trong những loài có kích thước lớn trong họ Cá bàng chài. Chiều dài cơ thể tối đa được ghi nhận ở loài này là 100 cm, và trọng lượng tối đa được biết đến ở chúng là 14,7 kg. Cá thể già nhất bắt được ước tính là 31 năm tuổi, được thu thập ở biển nội địa Seto (Nhật Bản). S. reticulatus có tốc độ tăng trưởng chậm đáng kể, đặc biệt là sau 10 tuổi, tương tự như loài họ hàng cùng chi là Semicossyphus pulcher.
Đặc trưng của S. reticulatus là cái bướu lớn trên đầu và phần cằm to nhô ra ngoài. Bướu trên đầu to dần khi chúng lớn lên. Cá con có hình thái khác biệt hoàn toàn so với cá trưởng thành: đầu không có bướu; cơ thể màu nâu đỏ với hai đốm đen lớn trên vây lưng và vây hậu môn; một dải sọc trắng từ sau mắt dọc theo chiều dài cơ thể kéo dài đến cuống đuôi; vây đuôi màu đen.

## Hành vi và tập tính
Hành vi sinh sản ở S. reticulatus đã được quan sát và ghi nhận trong các bể cá lớn. Lúc này, S. reticulatus đực mạnh nhất sẽ đuổi tất cả những con đực khác, sau đó nó nhanh chóng ngoi lên mặt nước cùng với một con cá cái duy nhất tại nơi đẻ trứng. Thức ăn của chúng là những loài động vật có vỏ và động vật giáp xác.